# Tito Scaiano
Juan Cesar (Tito) Scaiano, OC, FRSC (va néixer a Buenos Aires, Argentina el 1945). Va venir per primera vegada al Canadà el 1975 com a científic associat amb el Consell de Recerca Nacional de l'Argentina. Va tornar al NRC el 1979, on va desenvolupar un programa nou innovador d'estudi d'intermedis de reacció orgànics utilitzant tècniques làser. Després es va unir a la Universitat d'Ottawa el 1991 com a professor de química.
Els projectes actuals en el Grup d'Investigació de Scaiano inclouen temes tan diversos com sensors fluorescents, fotolitografia, els radicals lliures persistents, i les nanopartícules.
Des de llavors, ha guanyat molts premis nacionals i internacionals pel seu treball en la fotoquímica. Va ser el primer a utilitzar dos làsers per seguir els canvis fotoquímics en els intermedis de vida curta durant una reacció que permet als científics mesurar les reaccions fotoquímiques. Ha guanyat premis, inclòs la Medalla de Platí de la Premier per l'excel·lència de la investigació, que és un dels més grans premis de recerca únic al món, la medalla Tory, la medalla commemorativa Rutherford, el Premi Izaak Walton-Killam, i la medalla d'or Gerhard Herzberg del Canadà, el 2002, de Ciència i Enginyeria

El 2005 va ser nomenat Oficial de l'Ordre del Canadà. La menció diu:
Juan Scaiano és un dels químics més eminents del Canadà. El seu treball ha donat forma al camp de la química orgànica física durant els últims 25 anys i el seu impacte s'ha estès a la indústria farmacèutica, la microelectrònica, i les indústries de la pasta i la del paper. És un reconegut expert en el camp de la fotoquímica, va ser pioner en l'ús de raigs làser per estudiar i mesurar les reaccions orgàniques. Professor distingit de la Universitat d'Ottawa i titular de la Càtedra d'Investigació en Fotoquímica Aplicada,  ha estat un mestre inspirador als estudiants, fomentar l'esperit creatiu i transmetre a ells un sentit de responsabilitat comunitària.
És membre del Centre de Recerca en Fotònica de la Universitat d'Ottawa. També va fundar una empresa anomenada Luzchem que construeix i ven equips de fotoquímica.